# Brug 913
Brug 913 is een bouwkundig kunstwerk in Amsterdam-Noord.
Deze voetgangersbrug werd rond 1977 in het leven geroepen om bewoners van de straat Buiksloterbreek een rechtstreekse verbinding te geven met wat toen het Wilde Park zou gaan heten. Die naam werd echter nooit officieel; het werd wel een wild parkje aan de oevers van het water van de Buiksloterbreek. Voorheen moesten die bewoners een behoorlijke omweg nemen om via brug 906 in het park te geraken. Die brug 906 is van beton; deze voetbrug is een houten brug. Brug 913 is in 1976 ontworpen door Dirk Sterenberg werkend voor de afdeling bruggen van de Dienst der Publieke Werken. De brug zou in haar geheel uitgevoerd zijn in Azobéhout en circa 21 meter lang zijn. Dit soort bruggen bleek (toch) gevoelig voor weersinvloeden, zodat renovatie na verloop van tijd noodzakelijk was. Tussen 2010 en 2019 is de brug vernieuwd, waarbij (op het oog gezien) teruggegrepen werd op het oude ontwerp.
Tegenover deze lange brug staat de korte brug 914. Sterenberg heeft talloze van dit soort bruggen voor Amsterdam ontworpen.

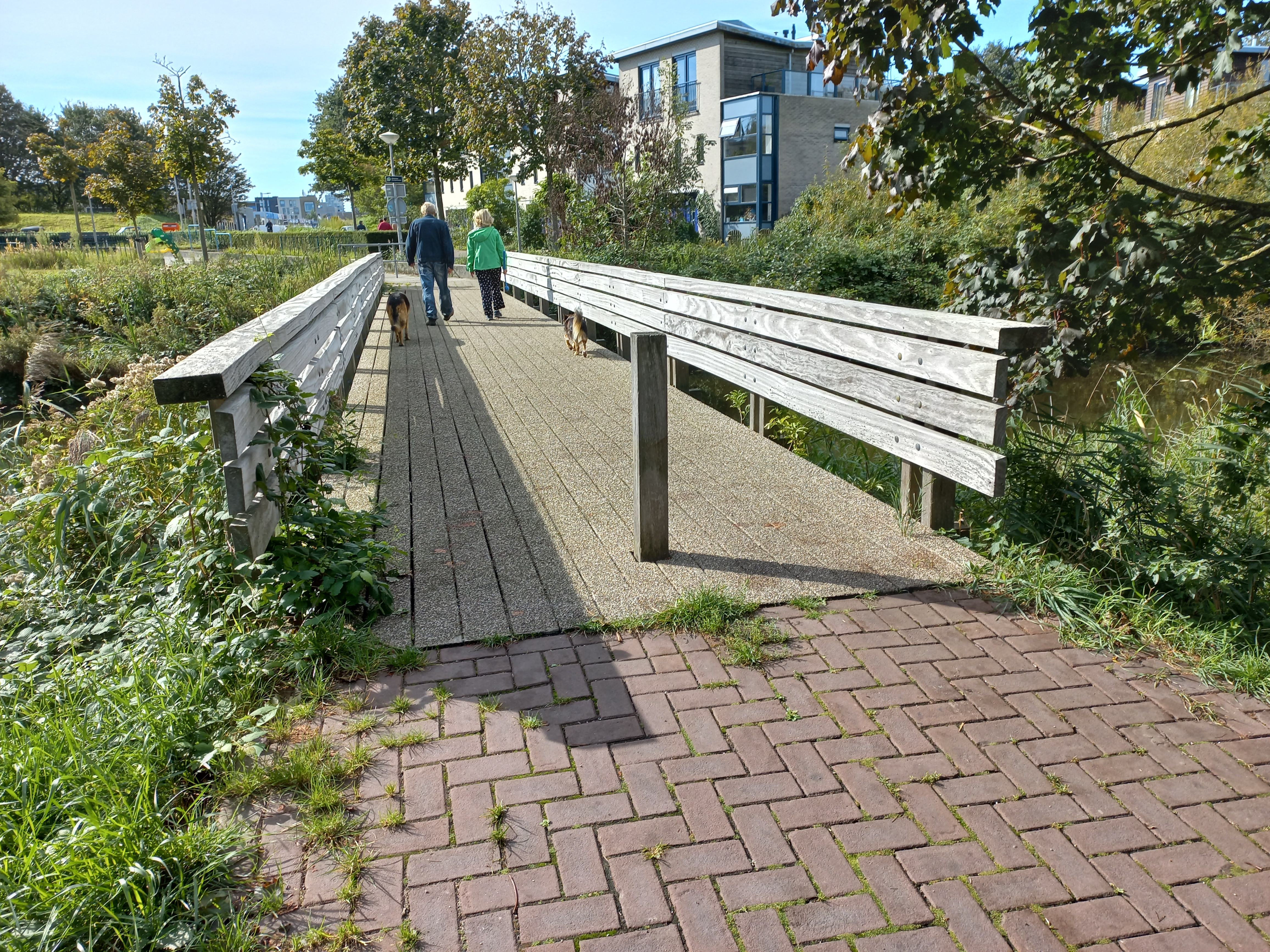
Brug 913 (september 2023)

<<< · 900 · 901 · 904 · 905 · 906 · 907 · 908 · 909 · 912 · 913 · 914 · 915 · 916 · 917 · 918 · 919 · 920 · 923 · 924 · 930 · 932 · 933 · 934 · 935 · 936 · 937 · 939 · 943 · 944 · 945 · 946 · 947 · 948 · 949 · 950 · 951 · 952 · 953 · 954 · 956 · 957 · 958 · 959 · 960 · 961 · 962 · 963 · 964 · 965 · 966 · 967 · 968 · 970 · 971 · 972 · 973 · 974 · 975 · 978 · 979 ·  980 · 981 · 984 · 985 · 986 · 987 · 988 · 989 · 990 · 991 · 992 · 993 · 994 · 995 · 996 · 997 · 998 · 999 · >>>
Brugnummers  902, 903, 910, 911, 920, 921, 922, 925, 926, 927, 928, 929, 931, 937, 938, 940, 941, 942, 955, 969, 976, 977, 982, 983 zijn niet (meer) vergeven.